# Sawicze (rejon kopylski)

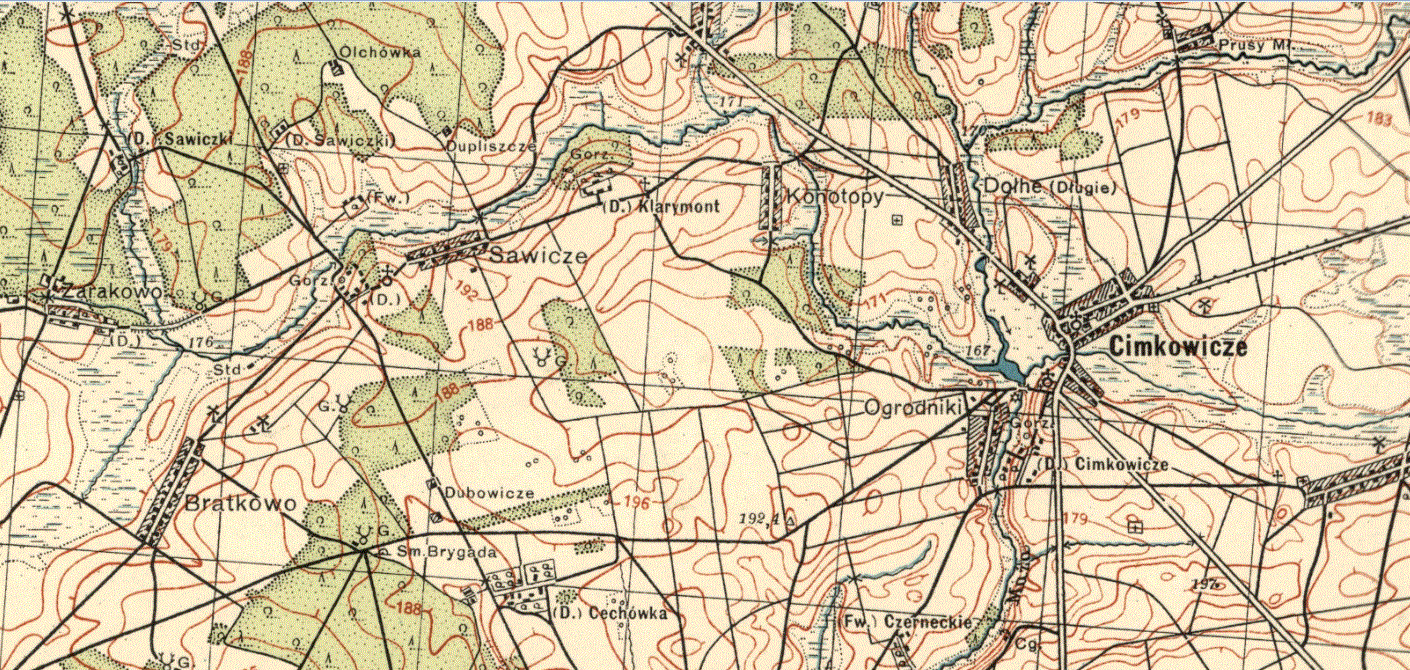
Wieś na mapie

Sawicze – wieś w rejonie kopylskim w obwodzie mińskim na Białorusi. 
Wieś szlachecka położona była w końcu XVIII wieku w powiecie nowogródzkim województwa nowogródzkiego.

## Pałac
- piętrowy  pałac wybudowany przez Antoniego Woyniłłowicza. Za Edwarda Woyniłłowicza pałac miał kształt obronnego kasztelu ze szkarpami i arkadami. Od frontu portyk z czterema pseudokolumnami - pilastrami między którymi arkady. Pilastry podtrzymywały tympanon. Pałac kryty wysokim dachem czterospadowym. Obok wielki park[4]. Rezydencja Edwarda Woyniłłowicza rozgromiona 6 lutego 1918 r., spalono wtedy archiwa i bibliotekę, opisana potem przez prof. A. Urbańskiego w książce Podzwonne na zgliszczach Litwy i Rusi.